# ديريك كيانفرانس
ديريك كيانفرانس (بالإنجليزية: Derek Cianfrance) (و. 1974  م) هو مخرج أفلام، وكاتب سيناريو، ومونتير، ومصور سينمائي أمريكي، ولد في ليكوود، كولورادو.

## التعليم
تعلم في جامعة كولورادو.

## وصلات خارجية
- ديريك كيانفرانس على موقع IMDb (الإنجليزية)
- ديريك كيانفرانس على موقع مونزينجر (الألمانية)
- ديريك كيانفرانس على موقع قاعدة بيانات الأفلام العربية
- ديريك كيانفرانس على موقع ألو سيني (الفرنسية)
- ديريك كيانفرانس على موقع ميوزك برينز (الإنجليزية)
- ديريك كيانفرانس على موقع أول موفي (الإنجليزية)
- ديريك كيانفرانس على موقع بوكس أوفيس موجو (الإنجليزية)
- ديريك كيانفرانس على موقع قاعدة بيانات الأفلام السويدية (السويدية)
- ديريك كيانفرانس على موقع قاعدة بيانات الفيلم (الإنجليزية)
- ديريك كيانفرانس على موقع كينوبويسك (الروسية)